# Elimia potosiensis
Elimia potosiensis е вид коремоного от семейство Pleuroceridae.

## Разпространение
Видът е разпространен в САЩ (Арканзас, Канзас, Мисури и Оклахома).